# Przemysław Atras
Przemysław Atras (* 3. Juni 1984) ist ein polnischer Squashspieler.

## Karriere
Przemysław Atras spielte nur vereinzelt auf der PSA World Tour und konnte sich dabei nicht in der Weltrangliste platzieren. Mit der polnischen Nationalmannschaft nahm er 2013 an der Weltmeisterschaft teil. Darüber hinaus gehörte er viermal zum polnischen Aufgebot bei Europameisterschaften. Im Einzel stand er 2013, 2014 und 2015 jeweils im Hauptfeld und erreichte dabei 2013 das Achtelfinale, da sein Erstrundengegner Daryl Selby nicht antrat. 2018 wurde er polnischer Meister.

## Erfolge
- Polnischer Meister: 2018